# Hortus Botanicus Amsterdam
Hortus Botanicus er en botanisk have i Amsterdam, Holland. Den er etableret i 1638 hvilket gør den til en af de ældste i verden. Den blev etableret for at tjene som urtehave for læger og apotekere og rummer i dag mere end 6.000 tropiske og hollandske træer og planter. Det monumentale Palmehus fra 1912 er kendt for sin samling af cykasser.
Hortus Botanicuss oprindelige samling blev skabt i det 17. århundrede gennem planter og frø som handlende fra det Hollandske Ostindiske kompagni (VOC) hjembragte fordi de mente at planterne måske kunne bruges som medicin eller at de havde handelsværdi. En bestemt kaffeplante, Coffea arabica, i Hortus' samling har været stamplante for de planter, der bruge på plantagerne i Central- og Sydamerika.
På samme måde blev to små olieplanter, der var importeret fra Mauritius af VOC, som producerede frø efter 6 år, stamplanter til de planter der blev plantet i sydøstasien. De blev dermed en stor indtægtskilde først for koloninen Hollandsk Ostindien og senere for Indonesien.
Nylige tilføjelser til Hortus inkluderer et stort varmehus, der indeholder tre forskellige tropiske klimaer.

## Eksterne link
- Hortus Botanicus' hjemmeside

52°22′1.09″N 4°54′30.39″Ø / 52.3669694°N 4.9084417°Ø